# Bulbophyllum lakatoense
Bulbophyllum lakatoense là một loài phong lan thuộc chi Bulbophyllum.